# أولف هيرمان
أولف هيرمان (بالألمانية: Ulf Herman)‏ هو مصارع هاوي ألماني، ولد في 4 أبريل 1966 في هيلدسهايم في ألمانيا.

## وصلات خارجية
- أولف هيرمان على موقع IMDb (الإنجليزية)
- أولف هيرمان على موقع قاعدة بيانات الفيلم (الإنجليزية)